# Claudio Bieler
Claudio Daniel Bieler (Vera, 1º marzo 1984) è un calciatore argentino naturalizzato ecuadoriano, attaccante dell'Huracán (V).

## Carriera
Esordì nel 2005 nella Primera División Argentina con la maglia del Colón de Santa Fe. L'anno successivo venne mandato in prestito all'Atlético de Rafaela, squadra della Primera B Nacional, con la quale vinse la classifica dei cannonieri realizzando 16 reti.
Successivamente si trasferì in Cile nella squadra del Colo Colo allenata da Claudio Borghi. Con la maglia bianconera conquistò il successo nel campionato di Apertura 2007.
Dal 2008 gioca per il club ecuadoriano della LDU Quito con il quale ha vinto la Coppa Libertadores 2008 (3 gol), la Recopa Sudamericana 2009 (2 gol), la Coppa Sudamericana 2009 (8 gol) ed ha partecipato alla Coppa del mondo per club FIFA 2008 (1 gol).
Nel gennaio 2010 ha firmato un contratto della durata di tre anni e mezzo con la squadra argentina del Racing Avellaneda che si è aggiudicata la metà del cartellino del giocatore per la cifra di 2 milioni di dollari.
Passa al Newell's Old Boys il 4 febbraio 2011, in prestito con diritto di riscatto. Nel secondo semestre dello stesso anno torna a vestire, sempre con la formula del prestito, la maglia della LDU Quito. Al termine della stagione il prestito viene trasformato in cessione a titolo definitivo.
Nel 2013 firma un contratto con lo Sporting Kansas City, squadra statunitense della Major League Soccer; con la nuova maglia ha realizzato un gol nella gara di esordio disputata il 2 marzo 2013 contro il Philadelphia Union.

## Palmarès

### Club

#### Competizioni nazionali
- Campionato cileno: 1

Colo-Colo: 2007 Apertura

#### Competizioni internazionali
- Coppa Libertadores: 1

LDU Quito: 2008
- Recopa Sudamericana: 1

LDU Quito: 2009
- Coppa Sudamericana: 1

LDU Quito: 2009

### Individuale
- Capocannoniere della Coppa Sudamericana: 1

2009 (8 gol)
- Equipo Ideal de América: 1

2009
- Capocannoniere del campionato ecuadoriano: 1

2009 (23 gol)
- Capocannoniere della Primera B Nacional: 1

2020 (6 reti)